# Loeblaltica decorata
Loeblaltica decorata es una especie de insecto coleóptero de la familia Chrysomelidae, descrita en 1989 por Scherer.